# Panionios GSS

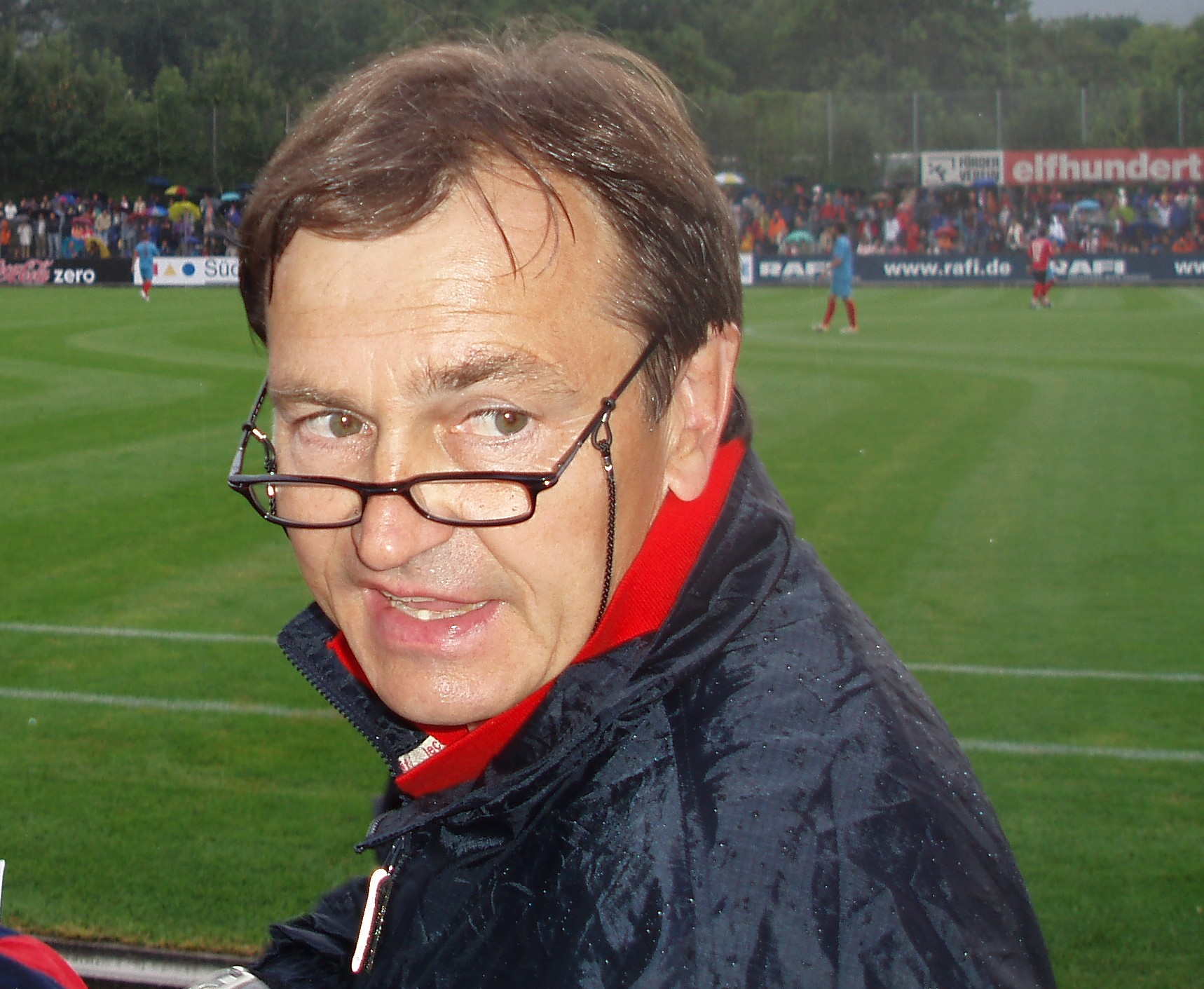
Ewald Lienen, director tècnic

El Panionios GSS (grec: Πανιώνιος Γυμναστικός Σύλλογος Σμύρνης, Paniónios Gymnastikós Sýllogos Smýrnis, en català 'Associació Gimnàstica Pan-Jònica d'Esmirna') és un club de futbol grec de la ciutat d'Atenes, Grècia, al suburbi de Nea Smirni, per bé que fins a 1922 era establert a la ciutat d'Esmirna.
És el club de futbol més antic de Grècia. Actualment està vinculat amb els aficionats de l'esquerra política, i manté bones relacions amb l'Altay Spor Kulübü de Turquia i amb l'Apollon Smyrnis, amb el qual mantengué durant anys una gran rivalitat.

## Història
El club va ser fundat l'any 1890 a Esmirna, Imperi Otomà, amb el nom de Club de Música i Esports Orpheus. El 1893, alguns membres del club formaren una organització separada anomenada Gymnasion Club per participar en competicions esportives. El 1898, l'Orpheus i el Gymnasion s'uniren per formar el PGSS. D'una escissió del Panionios va néixer el seu gran rival, l'Apollon Smyrnis.
Amb la desfeta de l'Imperi Otomà, Grècia provà de capturar territoris que històricament havien fet part de l'Imperi Romà d'Orient i que encara eren de majoria grega, principalment la regió d'Esmirna. Després de tres anys de conflicte (1919-1922), l'exèrcit turc capturà Esmirna, i els grecs de la ciutat l'abandonaren per establir-se als encontorns d'Atenes, al suburbi de Nea Smirni, on continuà història del Panionios.
El club és una entitat poliesportiva amb gran tradició en molts esports. Fou el primer club grec en crear una secció d'atletisme per a dones, el 1925. Les seccions de futbol i basquetbol han esdevingut professionals i s'organitzen de manera separada sota l'auspici del PGSS, més dedicada a les seccions amateurs. El desembre de 2001 l'equip de futbol adoptà el nom Neos Panionios FC (Nou Panionios FC) després d'una fallida econòmica i per evitar el descens de categoria.

## Secció de Futbol

### Palmarès
- 1 Copa Balcànica de clubs: 1971
- 2 Copa grega de futbol: 1979, 1998

## Secció de Basquetbol

### Palmarès
- 1 Copa grega de bàsquet: 1991

## Secció de waterpolo
Finalista dos cops de la Copa LEN